# Dastarkhān

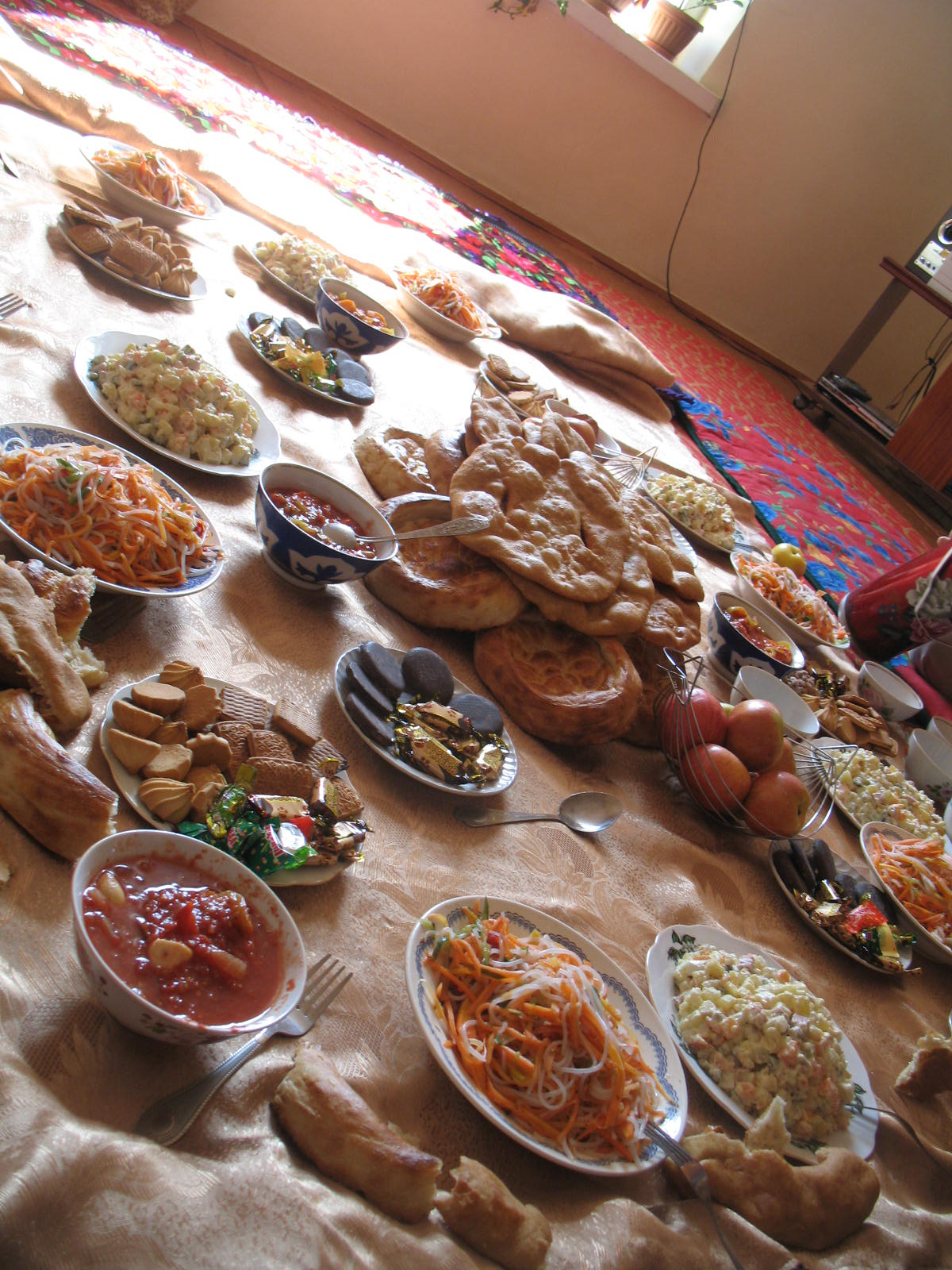
Dastarkhān préparé pour le Norouz.

Le dastarkhān est le nom traditionnellement donné, en Asie centrale, au Proche et au Moyen-Orient, à l'espace où est disposée la nourriture.
Le terme peut se référer à la nappe qui s'étale sur le sol, le plancher ou la table, mais il est aussi utilisé de manière plus générale pour désigner l'ensemble du déroulement du repas. 
En turc, le terme signifie « nappe ». Le mot est également employé au Kazakhstan.
Les aliments placés sur le dastarkhān sont variés : thé et pain pour les simples repas partagés en famille ; salades diverses, noix, bonbons, chorba et viande, pour les festins.
Chaque groupe ethnique possède ses propres coutumes et interdictions dans l'usage du dastarkhān. Pour certains, il est par exemple interdit de marcher dessus. Il existe également plusieurs rituels autour du thé[Lesquels ?].